# Fianna

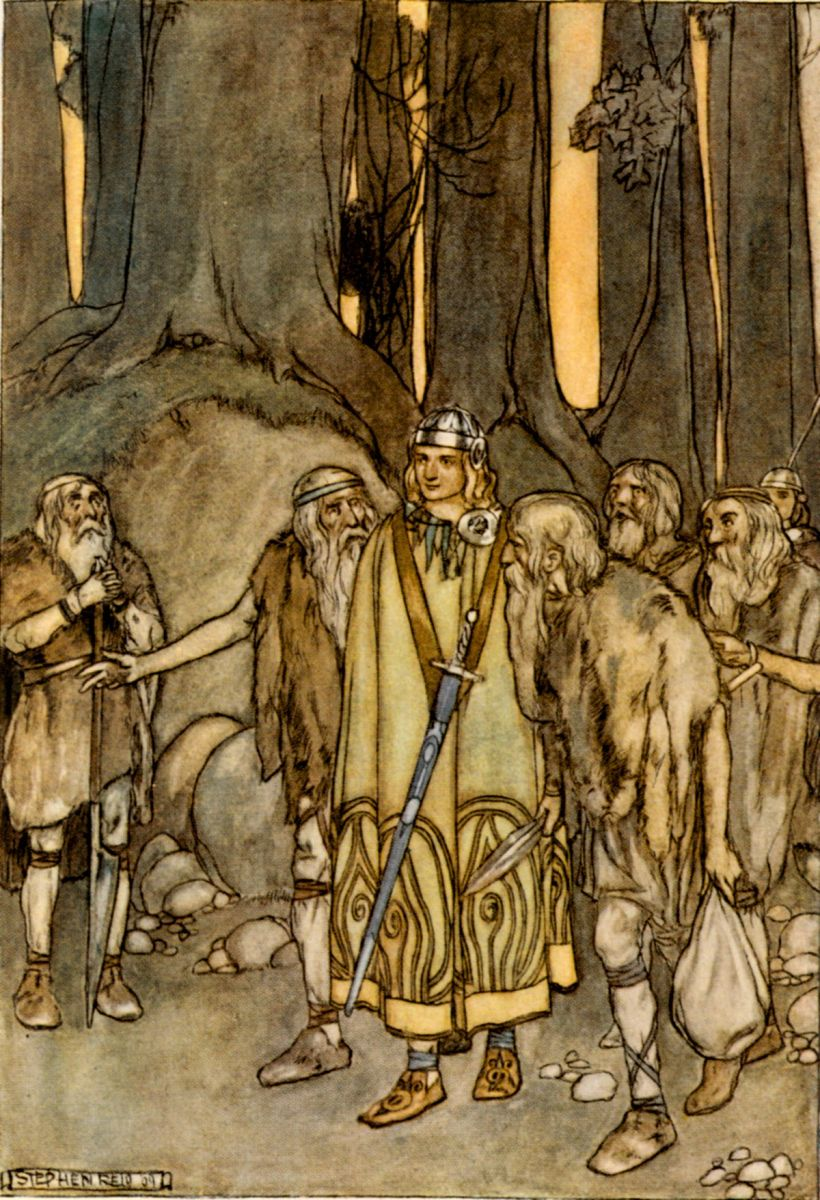
"Et cette nuit-là, il y eut festin et joie dans la hutte solitaire". The High Deeds of Finn and other Bardic Romances of Ancient Ireland, par T. W. Rolleston, illustré par Stephen Reid.

Dans la mythologie celtique irlandaise, les Fianna sont une troupe de guerriers et de chasseurs. 
Leurs aventures sont relatées dans le Cycle fenian, également appelé Cycle ossianique. Ils sont aussi décrits dans d'anciens manuscrits irlandais, tels que la Silva Gadelica d'O'Grady. Selon la légende, leur dernier chef fut Finn Mac Cumaill, aussi orthographié Finn MacCumhaill. Il était le fils de Cumhaill MacBaiscne, et le père d'Ossian. Ils sont censés avoir servi le roi d'Irlande au IIIe siècle.
Leur rôle était de maintenir l'ordre et de prélever les impôts. On faisait parfois appel à eux en tant que mercenaires. 

## Origine
La Fian irlandaise est l'une des manifestations des confrèries guerrières masculines présentes dans les sociétés indo-européennes,. 

## Qu'est-ce qu'un Fian?
Un Fian (singulier), comme défini par les Lois de Brehon, était généralement un jeune aristocrate qui n'avait pas encore hérité des terres de son clan et qui vivait en dehors de la société en tant que mercenaire, bandit ou chasseur, et à qui l'on pouvait faire appel en temps de guerre. Les Fianna de la légende, qui sont le plus souvent représentés comme une armée servant le Ard ri Érenn — roi suprême ou Haut Roi —, apparaissent également comme des bandes rivales menant une vie dure dans les bois. Les deux factions les plus mythiques des Fianna étaient le Clan Baíscne de Leinster, dirigé par Finn, et le Clan Morna de Connacht, emmené par Goll.

## Épreuves d'entrée
Il fallait passer des tests rigoureux pour devenir membre des Fianna. Lors de l'une de ces épreuves, la personne souhaitant intégrer le groupe devait se tenir dans un trou creusé à mi-hauteur, armée d'un simple bouclier pour se protéger des lances de neuf guerriers. Si elle était blessée, elle échouait.
Au cours d'une autre épreuve, ses cheveux étaient tressés et une poursuite à travers la forêt était organisée. Si le guerrier était attrapé, si une branche craquait sous ses pieds ou si ses tresses se défaisaient, c'était l'échec.
Il devait également être capable de sauter au-dessus d'une branche située à hauteur de son front et passer sous une autre à hauteur du genou, et tirer une épine de son pied sans ralentir. En outre, les guerriers devaient maîtriser l'art de la poésie.
Il est probable que l'initiation des jeunes nobles comportait également une formation intellectuelle, une transmission de la tradition et de son expression poétique : les membres des fianna irlandaises ne se recrutent pas seulement sur leurs aptitudes physiques, mais sur leur connaissance du savoir traditionnel. 

## Membres célèbres
- Finn Mac Cumaill, ultime chef des Fianna
- Cumhal, père de Finn, chef fondateur
- Goll mac Morna
- Caílte mac Rónáin
- Conán mac Morna
- Diarmuid Ua Duibhne, un guerrier Fian qui s'enfuit avec la femme promise à Finn, Grainne, et qui est finalement tué par un imposant sanglier ensorcelé, dans la lande de Benn Gulbain, après que Finn ait accepté son mariage avec Grainne. Fils adoptif d'Aengus
- Lughaid Stronghand, sorcier et guerrier, neveu de Finn Mac Cumaill. Amoureux d'Aife, fille de Manannan
- Oisín, fils de Finn Mac Cumaill
- Osgar, fils de Oisín

## Autres usages
- Fianna désigne également Fianna Eireann
- Fianna est utilisé comme nom par un parti politique d'Irlande, le Fianna Fáil.
- Fianna fait aussi référence à Na Fianna
- Fianna est le nom d'une tribu de loups-garous dans le jeu de rôle Werewolf: The Apocalypse, inspiré par les guerriers Fianna.

## Autres noms
Les Fianna sont également nommés les Fiana, ou les Fenians.